# Ninety One
Ninety One (/ˈnaɪnti wʌn/, каз. Тоқсан бір, Дев'яносто один) — казахстанський бойзбенд, що дебютував 1 вересня 2015 року під лейблом JUZ Entertainment, до складу якого входять: A. Z. (Азамат Зенкаев), ALEM (Батирхан Маліков), ACE (Азамат Ашмакын), ZaQ (Дулат Мухаметкалиев) і BALA (Даніяр Кулумшин). Продюсер групи — учасник казахстанської музичної групи ORDA — Ерболат Беделхан.

## Історія
Гурт був створений у 2014 році на основі проекту K-Top Idols. Переможці ZaQ і A. Z. оголосили кастинг, в результаті якого в групу потрапили ALEM і BALA. Після стажування в агентстві SM Entertainment в Південній Кореї до учасників приєднався ACE. Спочатку група називалася KTI-boys і W. Через півтора року підготовки 1 вересня 2015 року вони змінили назву групи на Ninety One і випустили свій перший сингл під назвою «Айыптама» (Не дорікай). В цей же день вийшов відеокліп на цю пісню, який лідирував в чартах музичних каналів Казахстану 20 тижнів. 1 грудня 2015 року група презентувала дебютний міні-альбом «Айыптама».
2 червня 2016 року вийшов новий кліп на пісню «Қайтадан» (Знову), який лідирував у чарті відеокліпів на каналі Gakku TV а також в турецькому чарті TMB.
11 грудня 2016 рік відбулася прем'єра кліпу на пісню «Қалай Қарайсың» (Як ти на це дивишся}, увійшла в саундтрек до фільму «Glamұр для дур» режисера Аскара Узабаева. Пісня протрималася 20 тижнів на 1-му місці чарту Gakku.
У 2017 році вийшли кліпи на пісні «Su Asty» (Під водою), «Yeski Taspa Bii'» (Танок старої платівки), «Bayau» (Повільно), «Mooz» (Лід), «Ah!Yah!Mah!» (Не шкодуй).
25 червня 2018 року гурт представив пісню «E. YEAH» і кліп на неї.
29 липня 2018 року — пісню «ALL I NEED», а 8 серпня вийшов кліп.

## Фільм «Ninety One»
24 серпня 2017 року в прокат вийшов фільм «Ninety One», присвячений творчості і біографії бойзбенду; режисер картини — Аскар Узабаев, продюсери — Асель Садвакасова і Ерболат Беделхан.
Фільм «Ninety One» увійшов у трійку лідерів казахстанського прокату і за прем'єрні вихідні зібрав 32 672 000 тенге. [Архівовано 12 липня 2019 у Wayback Machine.]

## Серіал «Қағаз кеме»
Продюсер групи Ninety One Ерболат Беделхан зрежисирував мотиваційний серіал під назвою «Қағаз кеме» («Паперовий кораблик»). Прем'єра відбулася 30 жовтня на телеканалі «НТК».

## Реаліті-шоу
19 лютого 2018 року на телеканалі НТК почався показ реаліті-шоу «91 TV».

## Учасники
| Псевдонім    | Справжнє ім'я                | Справжнє ім'я                | Дата народження | Місце народження                         | Позиція в групі                            |
| Псевдонім    | Українська                   | Казахська                    | Дата народження | Місце народження                         | Позиція в групі                            |
| ------------ | ---------------------------- | ---------------------------- | --------------- | ---------------------------------------- | ------------------------------------------ |
| A. Z. (ЭйЗи) | Азамат Байболатули Зенкаєв   | Азамат Байболатұлы Зенкаев   | 28 вересня 1993 | Казахстан, Атирау                        | Лідер групи, провідний репер               |
| ALEM (Алéм)  | Батирхан Абайули Маліков     | Батырхан Абайұлы Мәлік       | 18 лютого 1993  | Узбекистан, Учкудук                      | Вокаліст, старший в групі                  |
| ACE (Эйс)    | Азамат Кайратули Ашмакин     | Азамат Қайратұлы Ашмақын     | 29 серпня 1993  | Казахстан, Алматинська область, Нарынкол | Вокаліст, провідний танцюрист, особа групи |
| ZaQ (Зак)    | Дулат Болатули Мухаметкалієв | Дулат Болатұлы Мұхаметқалиев | 8 лютого 1996   | Казахстан, Сімей                         | Головний танцюрист, головний репер         |
| BALA (Балá)  | Даніяр Акилбайули Кулумшин   | Данияр Ақылбайұлы Құлымша    | 19 лютого 1998  | Казахстан, Актобе                        | Головний вокаліст, кенже (наймолодший)     |

## Дискографія
| Назва пісні                                               | Назва пісні                           | Дата виходу | Альбом           |
| Оригінал назви                                            | Переклад                              | Дата виходу | Альбом           |
| --------------------------------------------------------- | ------------------------------------- | ----------- | ---------------- |
| Айыптама                                                  | Не дорікай                            | 01.09.2015  | «Айыптама»       |
| Кайтадан                                                  | Знову, заново                         | 26.01.2016  | «Айыптама»       |
| Қалай Қарайсың?                                           | Як ти на це дивишся?                  | 10.02.2016  | «Айыптама»       |
| Қайырлы түн                                               | Спокійної ночі                        |             | «Айыптама»       |
| Ұмытпа                                                    | Не забувай                            | 18.03.2016  | «Айыптама»       |
| Su Asty                                                   | Під водою                             | 01.05.2017  | «Qarangy Zharyq» |
| Yeski Taspa Bii'                                          | Танець старої платівки                | 04.06.2017  | «Qarangy Zharyq» |
| Бүгінгі күннен                                            | Сьогоднішній день                     |             | «Qarangy Zharyq» |
| Bayau                                                     | Повільно                              | 08.07.2017  | «Qarangy Zharyq» |
| M.B.B.A.B.B.D (Махаббат бар бұл әлемде бақытты бол деген) | У цьому світі є любов — бути щасливим | 01.01.2017  | «Qarangy Zharyq» |
| Mooz                                                      | Лід                                   | 16.08.2017  | «Qarangy Zharyq» |
| У                                                         | Отрута                                |             | «Qarangy Zharyq» |
| Ah!Yah!Mah!                                               | Не шкодуй!                            | 31.12.2017  | «Qarangy Zharyq» |
| Sau                                                       | До побачення (Поки, До зустрічі)      |             | «Qarangy Zharyq» |
| E.YEAH                                                    | Володієш                              | 25.06.2018  | «DOPAMINE»       |
| ALL I NEED                                                | Відмовить                             | 29.07.2018  | «DOPAMINE»       |
| BOYMAN                                                    | Зростання, висота                     | 12.10.2018  | «DOPAMINE»       |

## Відеографія
| №  | Назва кліпу      | Переклад               | Дата виходу | Альбом           |
| -- | ---------------- | ---------------------- | ----------- | ---------------- |
| 1. | Айыптама         | Не дорікай             | 08.10.2015  | «Айыптама»       |
| 2. | Қайтадан         | Знову                  | 02.06.2016  | «Айыптама»       |
| 3. | Қалай Қарайсың?  | Як ти на це дивишся?   | 12.12.2016  | «Айыптама»       |
| 4. | Su Asty          | Під водою              | 01.05.2017  | «Qarangy Zharyq» |
| 5. | Yeski Taspa Bii' | Танець старої платівки | 05.06.2017  | «Qarangy Zharyq» |
| 6. | Bayau            | Повільно               | 10.07.2017  | «Qarangy Zharyq» |
| 7. | Mooz             | Лід                    | 21.08.2017  | «Qarangy Zharyq» |
| 8  | Ah!Yah!Mah!      | Не шкодуй!             | 31.12.2017  | «Qarangy Zharyq» |
| 9. | E.YEAH           | Володієш               | 25.06.2018  | «DOPAMINE»       |
| 10 | ALL I NEED       | Відмовить              | 08.08.2018  | «DOPAMINE»       |

## Нагороди
- GAKKU ӘУЕНДЕРІ 2016: Номінація «Відкриття року»[7]
- GAKKU TOP-10 2016: сингл «Айыптама»[8]
- ЕМА 2016: «Прорив року»[9][10]
- EMA 2016: «Абсолютний радіо-хіт» Сингл «Қайтадан»[11]
- ЖЫЛ ТАҢДАУЫ 2016[12]
- EMA 2017: «Кращий чоловічий колектив»[13]
- EMA 2017: «Найкраща пісня» — «Қалай қарайсың»[14]
- ЖЫЛ ТАҢДАУЫ 2017:[15]
- Премія Ticketon 2018: Казахстанський концерт року — «Спеціальна премія. Вибір Казахстанських глядачів»[16]
- ВИБІР КРИТИКІВ 2018: Краща пісня «Mooz» (фільм «Ninety One»)[17]
- ЕМА 2018: Кращий кліп[18]
- ЕМА 2018: Кращий Q-POP артист[19]